# Zombi (film)
A Zombi (Zombie 2; Zombie Flesh Eaters) egy 1979-ben bemutatott színes, olasz horrorfilm, amelyet Lucio Fulci rendezett.
A film a maga korában sokkolóan hatott a nézőkre. Az újszerű maszkolások és speciális effektek, mint például a zombik rothadó teste, vagy férgekkel teli arcuk megosztotta kritikusait. A legdrámaibb betiltás az Egyesült Királyságban volt, ahol egészen a 90-es évek elejéig tiltva volt a film bármilyen forgalmazása.

## Cselekmény
A film New Yorkban kezdődik, amikor egy ismeretlen hajó bukkan fel a kikötőben. A partiőrség két embere átszáll a hajóra, de semmilyen életjelet nem találnak. Miközben vizsgálják a hajót, az egyik rendőr egy elrohadt kezet talál, majd pedig egy zombi bukkan fel, aki leteríti és végez vele. A másik rendőr észreveszi az élőholtat, és több lövést ad le rá, aminek hatására a folyóba esik. Az eset futótűzként terjed a városban, ugyanis a vízbe esett hullát nem találták meg. Egy újságkiadó megbízza Peter West (Ian McCulloch) riportert, hogy nyomozzon az ügyben. Közben a rendőrség rájön, hogy a hajó Dr. Bowles-é, aki már egy jó ideje eltűnt. A nyomozók a hajóra viszik a lányát, Anne Bowles-t (Tisa Farrow), és kikérdezik az apjáról. Mivel ő sem hallott az apja felől már vagy 3 hónapja, a rendőrség lezárja az ügyet, és elkobozzák a hajót. Aznap este Anne fellopakodik a hajóra, és nyomozásba kezd. A vitorlás egyik helyiségében azonban nyom helyett Peter-t találja meg, aki közli vele, hogy  talált egy levelet, amit a doktor írt a lányának. Anne és Peter a levelet elolvasva rájönnek, hogy a doktor egy "Matool" nevű szigeten van, és egy furcsa betegség miatt nem hagyhatja el a szigetet.
A duó kész bevállalni a kockázatot, és útnak indulnak. A szigetre csak hajóval lehet eljutni, így miután leszállnak a repülőről, a kikötőben megismerkednek Brian-nal (Al Cliver) és Susan-nal (Auretta Gay), akik friss házasok és a szigetekre mennek nyaralni. Peter és Anne felkérezkednek a hajójukra, és elmondják, hogy Matool-ra szeretnének menni. A sziget hallatán Brian vonakodni kezd, mert szerinte átkozott a hely, és még a bennszülöttek is kerülik, mint a pestist. Peter győzködi, hogy Anne apját keresik, és ők nem törődnek a babonával. Brian végül beleegyezik, és útnak indulnak, de a kikötőben lévő egyik halász keresztet vet feléjük. A szigeten már csak egy orvos van: Dr. David Menard (Richard Johnson), és felesége Mrs. Menard (Olga Karlatos). A nő már képtelen elviselni a szigetet, ezért összeveszik férjével és leissza magát. Az orvos egy templomból létesített kórházban próbál a helyieken segíteni, akik már olyannyira betegek, hogy felkelni sem tudnak az ágyból. A kórházban dolgozik Dr. Menard két asszisztense: Lucas (Dakar) és Missi (Stefania D`Amario), akik Mrs. Menardhoz hasonlóan félnek. Mikor a betegek meghalnak, az orvos egy pisztollyal fejbelövi őket, nehogy "vissza térjenek a halálból". 
Míg a szigeten növekszik a fertőzöttek száma, addig Peter, Anne, Brian és Susan elérik a nyílt óceánt. Míg Peter és Brian a szigetet keresik egy térképen, addig Susan búvárkodni indul a tengerfenékre. Útközben megtámadja egy cápa, de Susan időben behúzódik egy üregbe. Míg figyeli a cápát, hátulról megfogja egy zombi, és dulakodni kezd vele. A cápa hirtelen visszatér, és megtámadja a hullát. Párharc alakul ki köztük, de a cápa leharapja a zombi karját, aki emiatt lesüllyed a tengerfenékre. Mikor Susan visszatér a hajóra, elmeséli, hogy egy embert látott a vízben, de a többiek nem hisznek neki.

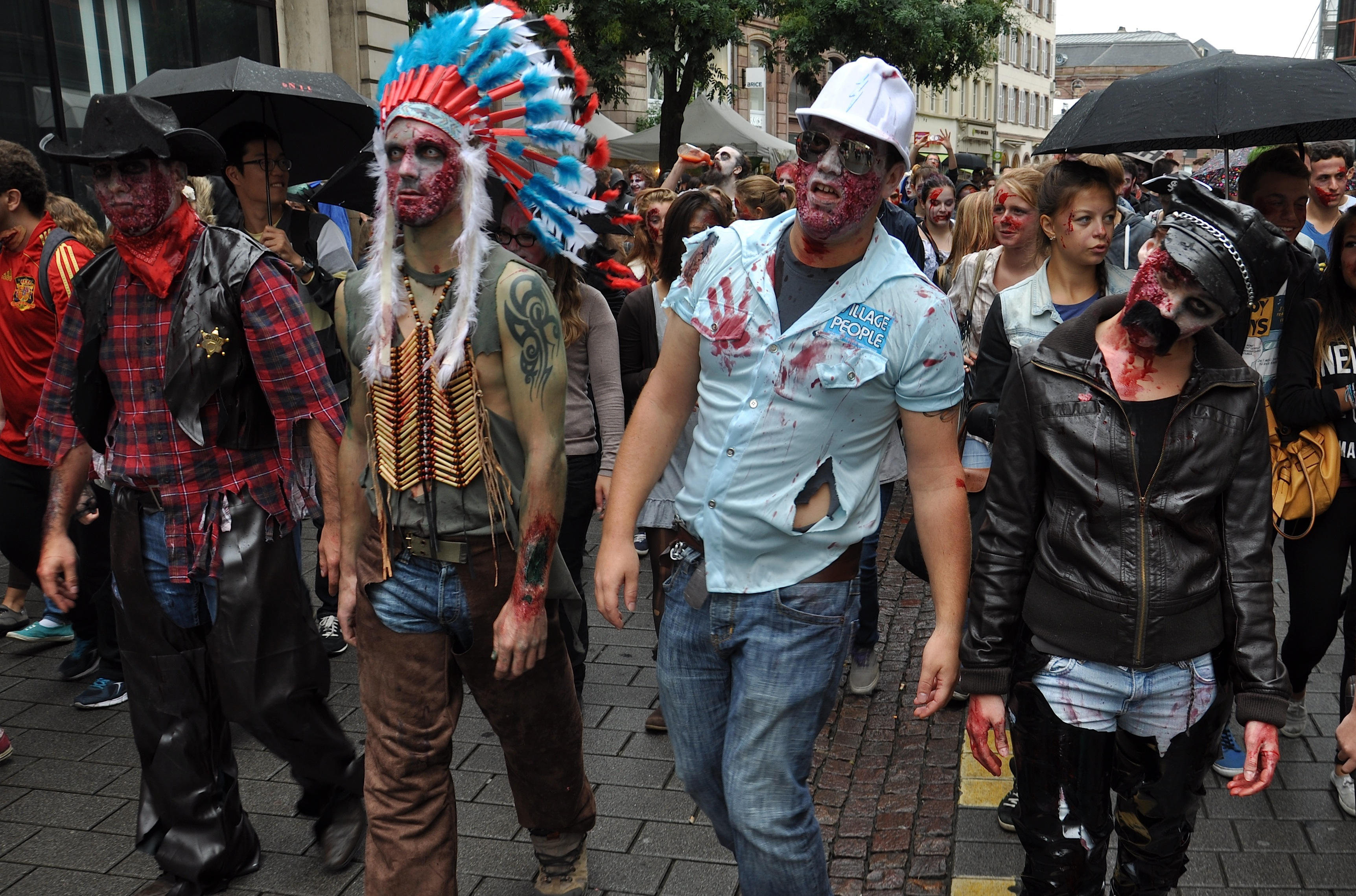
A három túlélő (balról jobbra:Ian McCulloch, Al Cliver, Tisa Farrow)

Közben a szigeten zombik egy csoportja megtámadja és megöli Mrs. Menard-ot, és a falu lakosságának jó részét. Dr. Menard képtelen elfogadni a voodoo-t, mint magyarázatot az esetre, ezért kimegy a partra és inni kezd. Peter-ék hajója partot ér Matool-on, de ha akarnának sem tudnának továbbmenni (mivel a cápatámadás során a cápa nekiment a hajónak, így annak eltört a tengelye). Jelzőrakétákat lőnek az égbe, hátha valaki segíteni tud nekik. Később meg is jelenik a segítség Dr. Menard személyében, aki elviszi őket kocsival a kórházhoz. Útközben elmeséli, mi történt Anne apjával, és a betegségről is beszél. Mikor a kórházhoz érnek, Lucas ijedten hívja be a doktort, ugyanis egy barátjuk (Fritz) szintén megbetegedett. Az orvos azt mondja a többieknek, hogy míg ő meghallgatja barátját, addig menjenek el a feleségéhez, és nézzék meg. A csapat elindul az orvos házához, azonban mikor odaérnek, az ajtókat nyitva találják. Bemennek, és meglátják Mrs. Menard holttestét, amit éppen egy csoport élőhalott eszik. Elmenekülnek a helyszínről, de nem jutnak sokáig, mert egy zombi elállja az útjukat, és kocsijukkal egy fának csapódnak. Peter lába megsebesül a baleset során, így meg kell állniuk. Egy spanyol temetőbe jutnak, ahol XIV. századi felszereléseket és sírköveket találnak. Peter bocsánatot kér Anne-től, amiért elhozta a szigetre, de Anne nem hibáztatja ezért, majd pedig csókolóznak. Alig néhány percen belül egy kéz nyúlik ki a földből, és megragadja Anne haját, egy másik kéz pedig Peter sebesült lábát szorítja meg. Brian visszamegy értük, míg Susan ott marad a sírok között. Azonban egy halott felkel a sírjából, és nyakon harapja Susan-t, aki elvérzik és meghal. Az immár három tagra csökkent csapat visszatér, és végeznek Susan gyilkosával. Brian képtelen otthagyni feleségét, de mivel nincs több idejük sötétedésig, útnak indulnak. Ahogy elhagyják a temetőt, a többi sírból is felkelnek a holtak, és már a sziget falvaiban is hemzsegnek a zombik.
Estére odaérnek Dr. Menard kórházához, és elmondják az orvosnak, hogy rajtuk kívül már nem él senki sem a szigeten. A doktor utasítja segédjeit, hogy zárják be a templom ajtóit és ablakait, míg ő ellátja Peter sebét. Míg elmondja, hogy nem találta meg a gyógyszert a betegségre, addig a zombik odaérnek az épülethez, és megpróbálnak bejutni. Menard odaadja Peternek a pisztolyát, és visszamegy a szobájába egy puskáért, Lucas és Missi pedig a sekrestyében található kerozinos kannából Molotov-koktélokat csinálnak. Míg Menard a puskáját tölti, megjelenik Fritz zombiként, és végez vele. Brian utánamegy, és megöli Fritz-et, majd a doktor puskájával visszamegy. Lucas és Missi nem veszik észre, hogy a mellettük lévő holtakat nem lőtték fejbe, így azok felkelnek, és végeznek Lucas-al. Missi felé közeledve azonban ő sikítani kezd, majd megjelenik Brian és végez a holtakkal. Alig, hogy elhagyja a szobát, Lucas élőhalottá alakul, és végez Missivel. 
A bejáratnál Peter, Brian és Anne már készen állnak a zombik elleni harcra, de ekkor megjelenik mögöttük Lucas, és végezni akar Anne-el, de Peter még időben lelövi. A zombik serege betör az épületbe, és óriási harc veszi kezdetét. A harcnak azonban hamar vége szakad, ugyanis a Molotov-koktélok felégették a gerendákat, és az épület roskadozni kezd. A trió a hátsó kijáraton keresztül menekül kifelé, de oda is bejutottak a zombik. Miután kijutottak, a hajó felé veszik az irányt, de ekkor megjelenik a zombivá változott Susan. Brian képtelen lelőni feleségét, de az megharapja, és megfertőzi. Susan ekkor Peter-ék felé tart, de a férfi lelövi. Felsegítik Brian-t, majd pedig hajóra ülnek, és elmennek. Útközben Brian elájul, ezért leviszik a hajó egyik kabinjába, de ott meghal.
Rázárják az ajtót, és Peter elmondja a tervét, mely szerint magukkal kell vinniük fertőzötten, hiszen ő a bizonyítéka az eseményeknek. Nyugtatás képpen bekapcsolják a rádiót. A rádióban éppen szükségállapotot hirdetnek ki New Yorkban, ugyanis élőhalottak százai lepték el New Yorkot, és a hadsereg csak a parancsra vár, hogy nukleáris rakétákat vethessenek be. A film elején megharapott partiőr ugyanis zombiként felkelt a hullaházban, és így elindított egy globális katasztrófát, melynek nem lehet jó vége.

## Fogadtatás
A film rendkívül népszerű volt Európa szerte, de legfőképpen Olaszországban. Ezzel a filmmel Fulci beírta magát a horror történelmébe. Bár akadtak, akik kritizálták művét (nem is kevesen!), mégis a film kultusz státuszba emelkedett. Viszont a film Nagy- Britanniában hatalmas botrányba keveredett, melynek hatására 1984-ben betiltották egészen 1992-ig. A filmet 1998-ban kiadták VHS-en és CD-n. Mielőtt a videokazettás változatot kiadták, a forgalmazó cég egy interjút készített Ian McColluch-al. A színész bevallotta, hogy még sohasem látta a teljes filmet. Egy városi legenda szerint, mikor megmutatták neki, ő sokkot kapott a durva jelenetektől.
A film alapot jelentett hasonló olasz zombihorrorfilmek számára: a legdurvább alkotást Andrea Bianchi produkálta A rettegés éjszakái c. filmjével, amely sok tekintetben hasonlít Fulci Zombijára. Bianchi filmje tulajdonképpen összecsapott fércmű, hisz az alkotók nem fordítottak különösebb figyelmet a forgatókönyv és a dialógusok kidolgozására, sokkal több filmes bakit követtek el, csakis a látványra ügyeltek. Ebben a horrorban látható borzalom és emberevés jóval felülmúlja a Fulciéban látható rémálom szcénákat, ennek ellenére kilengései miatt meg sem közelíti Fulci filmjének színvonalát.
Marino Girolami a Fulci-klasszikus és a másik hírhedt horrorfilm a Cannibal Holocaust nyomán készítette a maga népszerű alkotását a Zombi holokausztot, amely főleg zombik és kannibálok viaskodásáról szól. Ám Girolami zombijai nem fogyasztanak emberhúst, így alapjában véve reálisan közelíti meg a témát, minthogy a zombik eredetileg is tudatukat vesztett szolgalények, akiket egyvalaki irányít, amint ez a filmben is történik.

## Érdekességek
- Lucio Fulcinak ez volt az első giallo horrorfilmje.
- A film olasz címe Zombi 2, mivel 1979-ben mutatták be Olaszországban George A. Romero Holtak hajnala című filmjét, melynek az olasz címe Zombi volt. A 2-es számot azért rakták oda, hogy a nézők azt higgyék, hogy ez a film egy folytatás, és így arra számítottak, hogy legalább annyi bevételt fog hozni, mint Romero filmje.
- A cápát megtámadó zombit Ramon Bravó cápaoktató játszotta.
- A szerkesztőség, ahol Peter dolgozik, a való életben is az. Azonban a forgatáshoz nem kapott engedélyt a stáb, így titokban játszották el azt a részt. Mikor a lap igazi tulajdonosa, Rupert Murdoch visszatért, és látta forgatást, dühösen kiparancsolta a filmes brigádot.

## Bakik
- Mikor Brian az éppen cápatámadás alatt álló Susannak próbál segíteni, puskájával többször lő, mint ahogy a puskával lehet. A puska egy forgó dugattyús fegyver volt, melynek a működési elve a következő: minden lövés után a puska elején található töltőt ki kell húzni, hogy az elhasznált töltényhüvely kiessen, majd pedig vissza kell tolni. Brian ezt csak egyszer teszi meg, mégis 3 lövés hallható.
- Amikor a film elején a nyomozó kikérdezi Anne-t, azt mondja neki, hogy a hajón lévő áldozatok között van a partiőrség egyik embere. Az áldozat, illetve a partiőrség emberei is rendőrségi ruhát hordanak, és nem a partiőrségét.
- Mikor a zombi és a cápa harcolnak, jól látható, hogy a cápa leharapja a zombi karját. Mégis utána a karjával együtt láthatjuk a zombit.
- Miközben Peter, Brian és Anne a kórházat fedezik, egy Molotov-koktél dobást háromszor mutatnak.

## Fontosabb díjak és jelölések

### Szaturnusz-díj
- 1981 jelölés Giannetto De Rossi (legjobb maszk)